# Jacek Krawczyk
Pour les articles homonymes, voir Krawczyk.
Jacek Krawczyk (né le 1er janvier 1949) est un ancien nageur polonais spécialisé en papillon et en quatre nages. Il a participé à trois épreuves lors des Jeux olympiques d'été de 1968,.